# Rui Hachimura

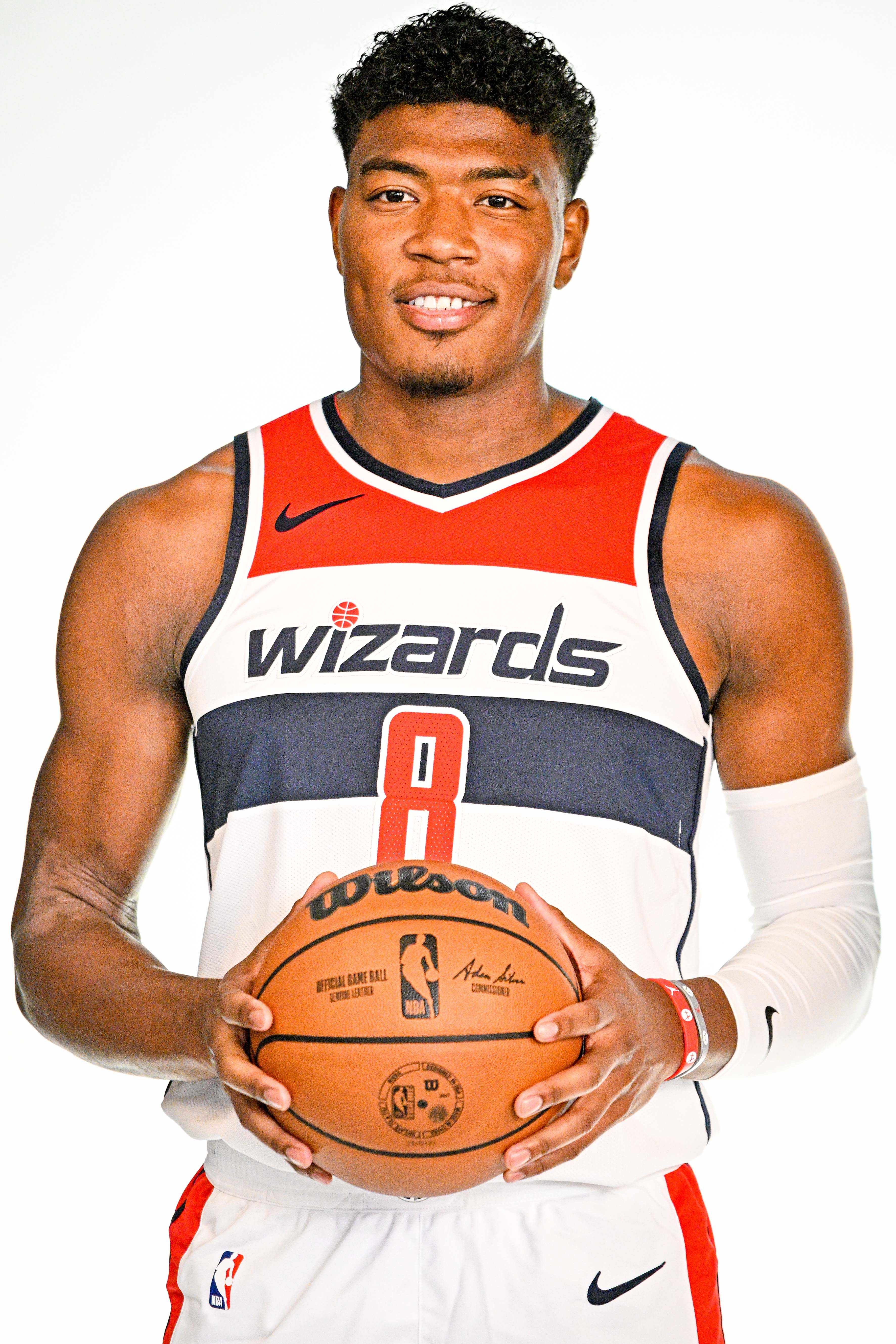
Rui Hachimura, 2022.

Rui Hachimura, japanska: 八村 塁; Hachimura Rui, född 8 februari 1998 i Toyama prefektur, är en japansk professionell basketspelare (PF) som spelar för Los Angeles Lakers i National Basketball Association (NBA). Han har tidigare spelat för Washington Wizards.
Hachimura deltog också vid de olympiska sommarspelen 2020 i Tokyo, där han var med och spelade för det japanska basketlandslaget.
Han draftades av Washington Wizards i första rundan i 2019 års draft som nionde spelare totalt.
Innan Hachimura blev proffs studerade han vid Gonzaga University och spelade för deras idrottsförening Gonzaga Bulldogs.